# Danthonidium gammiei
Danthonidium gammiei là một loài thực vật có hoa trong họ Hòa thảo. Loài này được (Bhide) C.E.Hubb. mô tả khoa học đầu tiên năm 1937.